# Magyarország a paralimpiai játékokon
Magyarországon 1929-től származtatható a mozgáskorlátozottak sportja. A Mozgásjavító Általános Iskola és Diákotthon jogelődje a „Nyomorék Gyermekek Országos Otthona” (1903) tanulói számára az ott dolgozó orvosok és pedagógusok felismerik a sport rehabilitációs értékét és embert formáló erejét. Ennek a felismerésnek érdekében 1929-ben megalakítják a Nyomorékok Sport Egyesületét (NYSE). A rendszeres iskolai gyógytorna és a sportfoglalkozások, a háziversenyeken keresztül jutnak el az „épek integrált” budapesti sportversenyeihez asztalitenisz, atlétika és a labdarúgás sportágakban.
A második világháborút követően az otthonban megszüntetik a magas, európai elismertséggel működő komplex rehabilitációs tevékenységet, és egyben az intézmény együttest, célját, feladatait és a tartalmi munkát szétrombolják. Az otthon európai hírnevét a tanítás-gyógyítás-képzés mellett az sport komplex terápiás ellátásának is köszönhette. Az intézmény széthullását az akkori (1945–1952-es) politikai döntések következményeként lehet csak értékelni.

## Hazai története
Egészen az 1960-as, 70-es évekig mozgássérültnek lenni Magyarországon egyet jelentett a persona non grata státusszal. Az egyéni próbálkozásokat követően Fejes András (pszichológus), Tauber Zoltán a „Mozgásjavító” Általános Iskola és Diákotthon tanárai és diákjai 1970-ben megalakítják a Mozgáskorlátozottak Halassy Olivérről a lábszáramputált kétszeres olimpiai bajnokról elnevezett Sportegyesületét (HOSC) Az intézmény akkori igazgatója Zsótér Pál és Vámos Károlyné, Bartos Judit (dr. Benczur Miklósné), Hajdú Levente tanárok, az iskola diáksága, és külső –az intézményen kívüli- de akkor már egyénileg sportoló mozgáskorlátozottakat is bevontak, a hazai mozgáskorlátozottak számára létrehozott sportegyesület alapításába. Az első sportágak az asztalitenisz, íjászat, sakk, ülőröplabda, majd később úszás, teke és kispályás labdarúgás szakosztályokban kezdődött újra a munka. Az első nagyszabású hazai nemzetközi sportversenyt – „Spartakiádot” – a Halassy Olivér Sport Club (HOSC) szervezte 1971-ben Gödöllőn, amelyen lengyel, jugoszláv, svéd és NSZK-beli sportolók vettek részt. A magyar színeket a HOSC sportolóin kívül a szintén 1970-ben Szilvási Lajos irányításával megalakult miskolci Akarat Sportegyesület mozgáskorlátozott sportolói képviselték.
Az első nem hivatalos külföldi sporteredményt Fejes András (pszichológus) szerezte az 1972-es heidelbergi paralimpiai játékokon. Külföldön – először hivatalosan – az akkori sporthivatal engedélyével – a svédországi Solna játékokon, majd a 23 ország részvételével 1975-ben megrendezett franciaországi világversenyen, a Saint-Etienne-i Világjátékokon képviselte magyar mozgáskorlátozott sportoló hazánkat. A Világjátékok magyar sikerének (8 arany, 7 ezüst, 12 bronz) köszönhetően meghívás érkezik a HOSC-hez az 1976-évi Torontó olimpiádra.
Hazánkban egymást erősítve és segítve egyszerre fejlődött a mozgáskorlátozott személyek hazai és nemzetközi sportélete, annak versenyrendszere. Megkezdődött a hazai egyesületi, illetve a versenyek szervezeti kereteinek kiépülése. Az 1973-ban Sólymos Endre irányításával megalakuló szombathelyi Vasakarat SC, és 1975-től kétéves ciklikussággal életre hívta a Savária Kupát. A Szombathely melletti Vépen megrendezésre kerülő több napos, több sportágat felölelő versenyrendszer a külföldi sportolói részvétel mellett a magyar mozgáskorlátozott sportolók első nagyszabású hazai seregszemléje lett. Itt történt meg először, hogy az akkor már meglévő három hazai egyesület között, – a nemzetek közötti sportvetélkedések mintájára – az elért eredmények alapján összesített pontversenyt is hirdettek.
A három sportegyesület külön-külön építette ki külföldi kapcsolatait, míg válogatott szintű megmérettetésre csak a szocialista országok (Csehszlovákia, Lengyelország, NDK és Magyarország) versenyein, az Interkupákon kerülhetett sor. Az INTERSPORT-INVALID szervezet Interkupáin váltakozó helyszíneken atlétika asztalitenisz, úszás, sakk sportágakban a magyar mozgássérült sportolók 1973-tól vettek részt. Ekkor kezdődhetett meg a sportteljesítmények közötti összemérés és a nemzeti válogatottságba kerülés feltételeinek kialakítása.
A Torontóolimpiád magyar vonatkozású szégyenét követően „vigasztalásként”- az Országos Testnevelési és Sporthivatal (OTSH) 1977-ben életre hívja a hallás-, látás és mozgáskorlátozottak sportbizottságait. E döntéssel elkezdődött a hivatalos állami elismerés folyamata, és egyben az évenkénti rendszeres, de nem elégséges finanszírozó szerep is megjelenik. Mozgáskorlátozottak Testnevelési és Sportbizottsága (MTSB) így hivatalos szervezeti keretek között, most már nem egyesületi szinten, kezdhette meg a hazai és nemzetközi sportélet szervezését. Hivatalos jogosítványa az MTSB-nek csak a külföldi kapcsolattartásra, az INTERSPORT-INVALID („Interkupák”) válogatottak utaztatására és a nemzetközi sportdiplomáciára szólt. Az MTSB aktív léte és az OTSH által deklarált cél ellenére a Torontóolimpiád politikai döntésének utóhatásaként, a soron következő 1980-as moszkvai olimpia körüli politikai csaták eredményeképpen, a hollandiai paralimpiai játékokon hazánkat senki sem képviselhette. Az MTSB a nemzetközi szerepléshez és a hollandiai játékokon való részvételhez elengedhetetlenül szükséges nemzetközi tagsági jog megszerzését (ISMGF és ISOD) hiába szorgalmazta az OTSH-nál. A nemzetközi tagsági kérelmeket az OTSH hivatkozás és különösebb magyarázat nélkül sorra elutasította.
Magyarország 1983 óta rendelkezik nemzetközi sportszervezet tagsági jogával, mert csak ekkor csatlakozhatott az ISOD-hoz. Az OTSH engedélye után a tagdíj befizetése 1984-ben a New York-i Fáklya Világjátékok előtt, az utolsó pillanatban történt meg. Az eddigi legsikeresebb magyar paralimpiai szereplés (1984-New York) az előző parajátékokhoz hasonlóan (Torontó 1976, Arnheim 1980) kis híján a politika áldozatává vált. Az történt ugyanis, hogy a paralimpiai játékok rendezésénél, még nem alakult ki az a ma már működő rendszer, hogy az olimpiai játékok lebonyolítását közvetlenül követően azonos helyszínen történjék a parajátékok megrendezése.
Az 1980-as moszkvai olimpia politikai bojkottjának visszavágására készült a Szovjetunió, amelyhez hazánk is csatlakozott. Az 1984 évi Los Angeles-i olimpiai játékoktól való magyar távolmaradás politikai döntését a kormány szerencsénkre csak a New York-i Fáklya Játékokat (paralimpiát) követően hozta meg. E politikai késlekedés eredményezhette, hogy míg a mozgás- és látássérült magyar sportolók ott lehettek a csak négyévente megrendezésre kerülő, legmagasabb szintű sportversenyen, addig a legkiválóbb „ép” sportolóinknak a kényszerű távolmaradás jutott osztályrészükre az 1984-évi olimpiai játékoktól.
Az 1980-as évek elejére jellemző volt, hogy sorra alakultak a hazai sportegyesületek Egerben, Pécsett, Nagykanizsán, Kaposváron, Nyíregyházán és Debrecenben. Az MTSB mint az állam (OTSH) által létrehozott és általa közvetlenül irányított csúcsszervezet 1981-től erőteljesen elkezdi szervezni – főhatósági engedélyek nélkül – a hazai sportéletet. A sportágankénti országos bajnokság rendszerét az addigi szombathelyi Savária, a miskolci Avas és a budapesti spartakiádok, kupák megtartása mellett vezetik be. Erre az időszakra tehető az utánpótlással való országos szintű tudatos foglalkozás kezdete egy játékrendszer és módszertani szakanyag átadása és beindítása. Az 1984-es esztendőben rajtolt, és a mai napig is tart a Sportolj Velünk gyermekverseny mozgalom, amely évente 200-300 mozgáskorlátozott gyermeket mozgósít. A sportágankénti bajnoki rendszerek bevezetése megsokszorozta a hazai versenyzési lehetőségeket, és egyben az adott sportág minőségi változását is eredményezte. Az egyesületekben kezdett tért hódítani a tudatosan és rendszeresen végzett, szakemberek által irányított edzésmunka. Ennek a nagyon gyors és intenzív fejlődésnek a legkiemelkedőbb eredménye az 1984. évi New York-i Fáklya Játékokon elért fantasztikus magyar éremhullás volt.
Magyarországon először a mozgáskorlátozottak számára világbajnokságot 1986-ban az ISOD megbízásából, az ülőröplabda sportágban Pécs városában a MEOSZ támogatásával az MTSB rendezhette meg. Ez az első olyan hazai sportesemény volt, ahol a sportoló mozgáskorlátozottak nagyon magas színvonalú sportteljesítménnyel az írott és elektronikus sajtó jóvoltából hasonlóan az „épek” sportjához a közvélemény gondolkodásán változtatni lehetett. Az ország sport iránt érdeklődő lakossága először kap teljes körű tájékoztatást egy sportoló fogyatékosok számára rendezett világeseményről. Hazánkban ettől az eseménytől mondhatjuk, hogy a sport szakemberek is „igazi” sportolóknak kezdik tekinteni a fogyatékos sportolóinkat. A mozgáskorlátozottak ügye először kap nyíltan, látványos nagypolitikai támogatást dr. Csehák Judit, az akkori miniszterelnök-helyettes személyén keresztül. A hazai társadalom mássággal kapcsolatos elképzeléseire, és a mozgáskorlátozottak sportéletére egyaránt nagy hatással volt a pécsi Ülőröplabda Világbajnokság. Ez újabb mozgáskorlátozottakat foglalkoztató sportegyesületek alakulását jelentette (Ajka, Veszprém, Vác, Tatabánya, Szeged, Vásárosnamény). sikeres pécsi VB rendezéséből és a hazai politikai helyzetből azt a következtetést vonta le az EC-ISOD akkori elnöke C. E. Wang, hogy Magyarország alkalmas lenne egy képzeletbeli híd építésére a keleti és a nyugati társadalmi berendezkedésű nemzetek rokkant sportjáért felelős szervezetei és kormányzatai között. E gondolat jegyében 1988. március 17. és 20. között Budapest ad otthont a kelet és nyugat közötti hídépítő EC-ISOD szemináriumnak. A konferencia témája: „Hová tart a mozgáskorlátozottak sportja a világban?” E nemzetközi háromnapos konferencián először képviseltették magukat a parasport világában a Szovjetunió, Bulgária, NDK küldöttei a többi szocialista ország delegáltjai, illetve az EC-ISOD tagországok nemzeteinek küldöttei mellett. A konferencia betöltötte a híd szerepét, hiszen ettől számítva e három ország sportoló fogyatékosai is megkezdték a nemzetközi viadalokon való szereplést.
A hazai politikai rendszerváltás és a nemzetközi elvárások együttes hatására 1989-ben a Mozgáskorlátozottak Testnevelési és Sportbizottsága (MTSB) demokratikus úton, az országban akkor működő 16 sportegyesülettel és a speciális intézményekkel, szervezetekkel közösen, az egyéni sportolókat is bevonva, megalakítják a Magyar Mozgáskorlátozottak Sportszövetségét (MMS). Az MMS alakuló közgyűlésének az egykori „bölcső” (1929, 1970) a Mozgásjavító Általános Iskola és Diákotthon ad otthont. Még ugyanebben az évben az ország demokratizálódási folyamatának és a mozgáskorlátozott sportolók sikereinek volt köszönhető, hogy a Magyar Olimpiai Bizottság (MOB) és a Magyar Röplabda Szövetség (MRSZ) a Magyar Mozgáskorlátozottak Sportszövetségét, illetve annak ülőröplabda szakágát, felvette rendes tagjai sorába. Ezzel a két, demokratikusan meghozott döntéssel kezdetét veszi a mozgáskorlátozott sportolók szervezetinek és sportolóinak tudatos integrációja. A Düsseldorfban, 1989-ben megalakult International Paralympic Committee (IPC) harmadik soros közgyűlését, 1991 novemberében Budapesten rendezi meg Göncz Árpád, a Magyar Köztársaság elnökének védnöksége alatt. A közgyűlés a hallás-, látás-, mozgás és értelmi fogyatékos sportolók nemzetközi és hazai szervezeteinek részvételével zajlott. A budapesti közgyűlésen alakul meg az IPC európai szervezetének végrehajtó bizottsága (IPC-EC). A végrehajtó bizottság titkárává választják az akkori MMS főtitkárt, Simon Beát és így a titkárság is Magyarországra került. E magyar siker azt eredményezte, hogy dr. Plesa István az EC-ISOD VB tagja és a röplabdázás nemzetközi kategorizáló orvosa, és Rádi Gyula, az ISOD röplabda szakágának, majd az önálló világszövetségének, a WOVD-VB tagja után már három hazai sportszakember tevékenykedhetett a nemzetközi sportdiplomácia területén.
A magyar sportdiplomáciai addigi sikereit, az MMS-elnökségében bekövetkezett 1992-es személyi változások után, az új vezetés nem gondozta megfelelően tovább. Először az IPC-EC hazai titkársága, majd a másik két sportdiplomáciai helyünket is elvesztettük. Az MMS 1990. évi közgyűlése, közvetlenül az 1989. évi IPC alakuló közgyűlést követően kimondja, hogy Magyarországon is meg kell alapítani a Magyar Paralimpiai Bizottságot és az addig végzett paralimpiai feladatokkal járó munkákról lemond, és azt átadja az e célra létrehozandó új szervezet számára. Sajnos ezen új szervezet megalakulásának előkészületei nagyon sokáig, közel hét évig tartottak. Ekkor még csak a mozgáskorlátozottak sportegyesületei szerveződtek szövetségi (MMS 1989) keretek közé. A Magyar Értelmifogyatékosok Sportszövetsége (MÉS) 1993-ban, a Magyar Vakok és Gyengénlátók Sportszövetsége (MVGYSSZ) 1994-ben alakulnak meg.
A mozgáskorlátozottak, látássérült és az értelmi fogyatékos paralimpiai sportolók érdekében megalakuló országos sportszövetségek, mint alapítók, 1997. szeptember 13-án létrehozzák a legfőbb közös ernyőszervezetüket, a Magyar Paralimpiai Bizottságot (MPB). Az MPB megalakulásával úgy lehetett gondolni, hogy majd átveszi az MMS és annak minden jogelődje által 1976-os Torontóolimpiád-tól az 1996-os atlantai paralimpiáig végzett több, mint 20 éves munkát. Ezzel új szervezeti korszak kezdődhetett el hazánkban a sportoló fogyatékosokért, a paralimpiai mozgalomért. A Magyar Paralimpiai Bizottság (1998) a Magyar Köztársaság költségvetési tényezőjévé lép elő. Ez azt jelentette, hogy az ország költségvetésében a parlamenti képviselők szavazata alapján azt külön címkézve jelentette meg. Ettől az időponttól mondható el, hogy az országos politikai szándékot a legmagasabb szinten nevesített pénzügyi forrással is alátámasztották. Szekeres Pál háromszoros paralimpiai bajnokot, (1992-1, 1996-2) és olimpiai bronzérmes (1988) vívót, 1998 őszétől kinevezik, az Ifjúsági és Sportminisztérium helyettes államtitkárává. Ez a politikai döntés, amely egy helyettes államtitkárságot hozott létre a fogyatékosok sportolása érdekében, olyan magas szintre emelte a fogyatékosok sportját ezen belül a parasportot, amelyről az alapítók, az első paralimpikonok és azok sportvezetői valamint edzőik álmodni sem mertek.
Megvalósul az az álom, hogy a legkiválóbb sportoló fogyatékos társaink, azonos formaruhában vehetnek részt a legkiválóbb magyar sportolókkal, közösen megtartott (olimpiai és paralimpiai) ünnepélyes eskütételen. A felkészülést a 2000-es Sydney-ben megrendezésre kerülő paralimpiára addig soha nem látott mennyiségű állami forrás alapozta meg. A paralimpiára történő felkészülés és az utazás költségei mellett még a hazai és az utánpótlás és a diákok sportjára, valamint sportágfejlesztésekre, nemzetközi versenyeztetésre, sportági műhelytámogatásra is jutott számunkra pénz. Megindították a sportlétesítmények akadálymentesítési programját. Elkezdődött a szakembereink képzése.

## Sporteredmények
Az 1998-ban alakult kormányzat új sporttörvényt alkotott, és abban életre hívta a Fogyatékosok Nemzeti Sportszövetségét (2001). Magyarország sportolói a téli sportágakban nem igazán eredményesek sem az „épek” sem a parasport területén. Az első kísérlet a téli sportok bevezetésére a honi mozgáskorlátozottak részére 1984-ben történt azzal, hogy egy magyar megfigyelő részt vett az Ausztriában megrendezett téli paralimpiai játékokon. Akkor még nem sikerült beindítani a téli sportágakat, annak ellenére, hogy már akkor is voltak többen, akik a balesetük előtt síeltek és utána is szerették volna azt folytatni. Az 1990-es évek politikai rendszerváltást követően már mindenkinek, így a magyar sportolóknak is sokkal több lehetősége nyílott a téli sportokat a környező nyugati országokban kipróbálni. Egyre többen egyre többször, szabadidős tevékenységként, saját költségen, járnak a téli hónapokban síelni. Ennek a magán kezdeményezésnek lett az eredménye, hogy Navratyil Sándor kerekesszékes teniszező megkísérelte – hazai versenyek hiányában – nemzetközi versenyeken való indulást. Benevezett több paralimpiára kvalifikáló versenyre, ahol végül is megszerezte a paralimpián való indulás jogát. A honi parasport története során először indult magyar sportoló a téli paralimpián, a 2002-évi Salt Lake City-i játékokon.
| Magyarország a nyári paralimpia éremtáblázatán | Magyarország a nyári paralimpia éremtáblázatán | Magyarország a nyári paralimpia éremtáblázatán | Magyarország a nyári paralimpia éremtáblázatán | Magyarország a nyári paralimpia éremtáblázatán | Magyarország a nyári paralimpia éremtáblázatán | Magyarország a nyári paralimpia éremtáblázatán |                          | Magyarország a téli paralimpia éremtáblázatán | Magyarország a téli paralimpia éremtáblázatán | Magyarország a téli paralimpia éremtáblázatán | Magyarország a téli paralimpia éremtáblázatán | Magyarország a téli paralimpia éremtáblázatán | Magyarország a téli paralimpia éremtáblázatán | Magyarország a téli paralimpia éremtáblázatán |
|                                                | Ország                                         | Város                                          | Év                                             | Arany                                          | Ezüst                                          | Bronz                                          |                          | Ország                                        | Helyszín                                      | Év                                            | Arany                                         | Ezüst                                         | Bronz                                         |                                               |
| 1.                                             | Olaszország                                    | Róma                                           | 1960                                           | –                                              | –                                              | –                                              | Nem került megrendezésre | Nem került megrendezésre                      | Nem került megrendezésre                      | Nem került megrendezésre                      | Nem került megrendezésre                      | Nem került megrendezésre                      | Nem került megrendezésre                      |                                               |
| 2.                                             | Japán                                          | Tokió                                          | 1964                                           | –                                              | –                                              | –                                              | Nem került megrendezésre | Nem került megrendezésre                      | Nem került megrendezésre                      | Nem került megrendezésre                      | Nem került megrendezésre                      | Nem került megrendezésre                      | Nem került megrendezésre                      |                                               |
| 3.                                             | Izrael                                         | Tel Aviv                                       | 1968                                           | –                                              | –                                              | –                                              | Nem került megrendezésre | Nem került megrendezésre                      | Nem került megrendezésre                      | Nem került megrendezésre                      | Nem került megrendezésre                      | Nem került megrendezésre                      | Nem került megrendezésre                      |                                               |
| 4.                                             | Németország                                    | Heidelberg                                     | 1972                                           | 0                                              | 0                                              | 1                                              | Nem került megrendezésre | Nem került megrendezésre                      | Nem került megrendezésre                      | Nem került megrendezésre                      | Nem került megrendezésre                      | Nem került megrendezésre                      | Nem került megrendezésre                      |                                               |
| 5.                                             | Kanada                                         | Torontó                                        | 1976                                           | 1                                              | 0                                              | 1                                              | 1.                       | Svédország                                    | Örnsköldsvik                                  | 1976                                          | Magyarország nem vett részt                   | Magyarország nem vett részt                   | Magyarország nem vett részt                   |                                               |
| 6.                                             | Hollandia                                      | Arnheim                                        | 1980                                           | –                                              | –                                              | –                                              | 2.                       | Norvégia                                      | Geilo                                         | 1980                                          | Magyarország nem vett részt                   | Magyarország nem vett részt                   | Magyarország nem vett részt                   |                                               |
| 7.                                             | Egyesült Államok                               | New York                                       | 1984                                           | 13                                             | 11                                             | 5                                              | 3.                       | Ausztria                                      | Innsbruck                                     | 1984                                          | Magyarország nem vett részt                   | Magyarország nem vett részt                   | Magyarország nem vett részt                   |                                               |
| 8.                                             | Dél-Korea                                      | Szöul                                          | 1988                                           | 0                                              | 5                                              | 7                                              | 4.                       | Ausztria                                      | Innsbruck                                     | 1988                                          | Magyarország nem vett részt                   | Magyarország nem vett részt                   | Magyarország nem vett részt                   |                                               |
| 9.                                             | Spanyolország                                  | Barcelona                                      | 1992                                           | 4                                              | 3                                              | 4                                              | 5.                       | Franciaország                                 | Tignes - Albertville                          | 1992                                          | Magyarország nem vett részt                   | Magyarország nem vett részt                   | Magyarország nem vett részt                   |                                               |
|                                                |                                                |                                                |                                                |                                                |                                                |                                                | 6.                       | Norvégia                                      | Lillehammer                                   | 1994                                          | Magyarország nem vett részt                   | Magyarország nem vett részt                   | Magyarország nem vett részt                   |                                               |
| 10.                                            | Egyesült Államok                               | Atlanta                                        | 1996                                           | 5                                              | 2                                              | 3                                              |                          |                                               |                                               |                                               |                                               |                                               |                                               |                                               |
|                                                |                                                |                                                |                                                |                                                |                                                |                                                | 7.                       | Japán                                         | Nagano                                        | 1998                                          | Magyarország nem vett részt                   | Magyarország nem vett részt                   | Magyarország nem vett részt                   |                                               |
| 11.                                            | Ausztrália                                     | Sydney                                         | 2000                                           | 4                                              | 5                                              | 14                                             |                          |                                               |                                               |                                               |                                               |                                               |                                               |                                               |
|                                                |                                                |                                                |                                                |                                                |                                                |                                                | 8.                       | Egyesült Államok                              | Salt Lake City                                | 2002                                          | –                                             | –                                             | –                                             |                                               |
| 12.                                            | Görögország                                    | Athén                                          | 2004                                           | 1                                              | 8                                              | 10                                             |                          |                                               |                                               |                                               |                                               |                                               |                                               |                                               |
|                                                |                                                |                                                |                                                |                                                |                                                |                                                | 9.                       | Olaszország                                   | Torino                                        | 2006                                          | –                                             | –                                             | –                                             |                                               |
| 13.                                            | Kína                                           | Peking                                         | 2008                                           | 1                                              | 0                                              | 5                                              |                          |                                               |                                               |                                               |                                               |                                               |                                               |                                               |
|                                                |                                                |                                                |                                                |                                                |                                                |                                                | 10.                      | Kanada                                        | Vancouver                                     | 2010                                          | –                                             | –                                             | –                                             |                                               |
| 14.                                            | Egyesült Királyság                             | London                                         | 2012                                           | 2                                              | 6                                              | 6                                              |                          |                                               |                                               |                                               |                                               |                                               |                                               |                                               |
|                                                |                                                |                                                |                                                |                                                |                                                |                                                | 11.                      | Oroszország                                   | Szocsi                                        | 2014                                          | Magyarország nem vett részt                   | Magyarország nem vett részt                   | Magyarország nem vett részt                   |                                               |
| 15.                                            | Brazília                                       | Rio de Janeiro                                 | 2016                                           | 1                                              | 8                                              | 9                                              |                          |                                               |                                               |                                               |                                               |                                               |                                               |                                               |
|                                                |                                                |                                                |                                                |                                                |                                                |                                                | 12.                      | Dél-Korea                                     | Phjongcshang                                  | 2018                                          | –                                             | –                                             | –                                             |                                               |
| 16.                                            | Japán                                          | Tokió                                          | 2020                                           | 7                                              | 5                                              | 4                                              |                          |                                               |                                               |                                               |                                               |                                               |                                               |                                               |
|                                                |                                                |                                                |                                                |                                                |                                                |                                                | 13.                      | Kína                                          | Peking                                        | 2022                                          | –                                             | –                                             | –                                             |                                               |
| 17.                                            | Franciaország                                  | Párizs                                         | 2024                                           |                                                |                                                |                                                |                          |                                               |                                               |                                               |                                               |                                               |                                               |                                               |
|                                                |                                                |                                                |                                                |                                                |                                                |                                                | 14.                      | Olaszország                                   | Milánó-Cortina                                | 2026                                          |                                               |                                               |                                               |                                               |
| 18.                                            | Egyesült Államok                               | Los Angeles                                    | 2028                                           |                                                |                                                |                                                |                          |                                               |                                               |                                               |                                               |                                               |                                               |                                               |
|                                                |                                                |                                                |                                                |                                                |                                                |                                                | 15.                      |                                               |                                               |                                               |                                               |                                               |                                               |                                               |
| 19.                                            | Ausztrália                                     | Brisbane                                       | 2032                                           |                                                |                                                |                                                |                          |                                               |                                               |                                               |                                               |                                               |                                               |                                               |
|                                                |                                                |                                                |                                                |                                                |                                                |                                                | 16.                      |                                               |                                               |                                               |                                               |                                               |                                               |                                               |
| Összesen:                                      | Összesen:                                      | Összesen:                                      | Összesen:                                      | 39                                             | 60                                             | 69                                             | Összesen:                | Összesen:                                     | Összesen:                                     | Összesen:                                     | 0                                             | 0                                             | 0                                             |                                               |